# Aromia moschata malukhini
Aromia moschata malukhini es una subespecie de escarabajo longicornio del género Aromia, tribu Callichromatini, subfamilia Cerambycinae. Fue descrita científicamente por Danilevsky en 2019.
La especie se mantiene activa durante el mes de julio.

## Descripción
Mide 27-38 milímetros de longitud.

## Distribución
Se distribuye por Rusia.